# Староакбулатово (Татышлинский район)
Староакбула́тово (баш. Иҫке Аҡбулат) — село в Татышлинском районе Республики Башкортостан Российской Федерации. Административный центр Акбулатовского сельсовета.

## География

### Географическое положение
Расстояние до:
- районного центра (Верхние Татышлы): 50 км,
- ближайшей ж/д станции (Куеда): 60 км, Янаул: 50 км

## Население
| 2002 | 2009 | 2010 |
| ---- | ---- | ---- |
| 455  | ↘437 | ↘426 |

Национальный состав
Согласно переписи 2002 года, преобладающая национальность — башкиры (96 %).

## Религия
В селе есть мечеть.